# Души ле Мен
Души ле Мен (фр. Douchy-les-Mines) је насељено место у Француској у региону Север-Па д Кале, у департману Север.
По подацима из 2011. године у општини је живело 10.421 становника, а густина насељености је износила 1124,16 становника/km².

## Демографија
| 1962. | 1968. | 1975.  | 1982.  | 1990.  | 2011.  |
| ----- | ----- | ------ | ------ | ------ | ------ |
| 5.242 | 7.421 | 11.118 | 11.140 | 10.931 | 10.421 |